# Кофи Кингстън
Кофи Нахаже Саркоди-Менсах (на английски: Kofi Nahaje Sarkodie-Mensah) е ганайски кечист, по-добре познат на ринга като Кофи Кингстън.
Роден е на 14 август 1981 година в Гана. Работи за Световната федерация по кеч в шоуто „Първична сила“.

## Първична сила
Кофи започва кариерата си в „Първична сила“. Още в първия си мач той побеждава Крис Джерико и става новият Интерконтинентален шампион. Кофи донася свеж въздух във федерацията и се доказва много пъти, като побеждава Острието, Трите хикса, Рей Мистерио, „Голямото червено чудовище“ Кейн и други известни кечисти.
Печели Световните отборни титли със СМ Пънк, двамата ги запазват на „Оцеляване“ (Survivor Series-2008), но ги губят от отбора на Джон Морисън и Миз. Няколко седмици по-късно той участва в мач за определянето на Първи претендент за титлата на Съединените щати. Кофи печели мача, и в следващото „Разбиване“ той побеждава MVP и става новият шампион на Съединените щати.
След като губи титлата си от Сантино Марела, той започва вражда с Ренди Ортън и неговият отбор „Наследниците“. На турнира „Клетка за елиминация“ (Elimination chamber), в мача за титлата на федерацията, Кофи е на крачка от успеха, когато „Наследниците“ се намесват, Ортън прави RKO на Кингстън, тушира го и става шампион.
Кофи се завръща в следващата „Първична сила“, като поврежда новата кола на Ортън. В замяна на това, „Пепелянката“ напада в гръб Кингстън на следващия му мач. Кофи отсъства няколко седмици, когато се завръща по време на мача между Ортън и Джон Сина за WWE титлата, и помага на Сина да я спечели.
Кофи Кингстън е последният оцелял на турнира Сървайвър през 2009 година след като неговият отбор е елиминиран, на ринга остават само Кингстън и Ортън, Кингстън елиминира Ортън и печели турнира Сървайвър.
Следват няколко мача помежду им, в които Ортън печели. Враждата им приключва на турнира „Ем Ес Ес – Маси, Стълби и Столове“, когато Кофи прави „Бум-Бум Крак Брадва“ на масата върху Ренди Ортън и го изпраща в болнични за два месеца.
Запазва титлата на „Екстремни правила“, „Фатална четворка“, „Точка на пречупване“, „Нощта на шампионите“ и на „Ад в клетка“. Популярността му сред феновете на кеча се увеличава, и той започва да засенчва Джеф Харди, Джон Сина и Шон Майкълс. С право е обявен за един от най-великите шампиони на щатите. На 5 октомври губи титлата си от Миз.
Продължава да се състезава с голям успех, и е приет в отбора на „Първична сила“ на „Турнира на най-добрите“ (Bragging rights). На крачка от това да занесе победата на отбора си е, но тогава Грамадата предава своя отбор и прави „Задушаващо тръшване“ на Кофи. Отборът на „Разбиване“ печели срещата. На 26 април е преместен в „Разбиване“.

## Разбиване
Кофи прави своя дебют срещу Крисчън, и го побеждава след доста оспорван мач. Печели редица мачове с различни опоненти, и се класира за „Договорът в куфарчето“ на Кеч Мания 26, но мача е спечелен от Джак Фукльото.
Побеждава Дрю Макинтайър и става за втори път Интерконтинентален шампион. Запазва титлата цели месеца, когато Долф Зиглър му я отнема.
На турнира „Оцеляване“ 2010 играе в традиционния отборен мач, заедно с Рей Мистерио, Грамадата, Крис Майстора и MVP срещу Алберто дел Рио, Тайлър Рекс, Коуди Роудс, Джак Фукльото и Макинтайър. Печели отбора на Мистерио.
Кофи продължава да побеждава в мачовете си. Става един от най-популярните кечисти във федерацията. През 2011 година той става за трети път Интерконтинентален шампион, като побеждава Долф Зиглър със завършващия си ход – „Беда в рая“.
На 7 април 2019 г.,Кофи прави най-голямата победа в неговата история. На Кечмания 35 побеждава Даниел Браян и става новият шампион на Разбиване

## Първична сила
На 25 април 2011 при жребия на Световната федерация Кофи Кингстън е преместен в Първична сила. На 1 май 2011 на турнира Екстремни правила Кофи прави впечатляващ мач с маси срещу Шеймъс, побеждава го и става шампион на Съединените щати за втори път.
На 22 август 2011 в епизод на „Първична сила“, Кингстън спечели шампионската отборна титла на федерацията заедно с Евън Борн, когато победи Дейвид Отунга и Майкъл Макгиликъти.
На 30 април 2012 в епизод на „Първична сила“, Кингстън си върна шампионската отборна титла на федерацията заедно с Ар Труф побеждавайки Същите хора, от който я бе изгубил – Примо и Епико.
На 17 октомври 2012 във впечатляващ мач на Main Event, Кингстън победи Миз и спечели Интерконтиненталната титла за четвърти път в кариерата си. Това е исторически момент, тъй като той стана първият шампион коронован в шоуто Main Event.
На 15 април 2013 в шоуто „Първична сила“, Кингстън победи Антонио Сезаро по зрелищен начин, след като 3 пъти успява да се повдигне след туш и спечели третата си титла на Съединените щати приключвайки чудовищно дългият рейн на швейцареца 239 дни.
До този момент Кофи Кингстън е спечелил 10 шампионски титли във федерацията, което го прави един от най-успешните млади кечисти за всички времена.

## В кеча
- Хватки от арсенала му:
  - Беда в рая (Trouble in Paradise)
  - Бум-Бум Крак Брадва (Boom-Boom Leg Drop)Кофи прави „Бум-Бум Крак Брадва“ на своя опонент
  - Падащ лист (Dropkick)
  - Летяща преса с тяло (Diving crossbody)
  - Руско спъване (Russian Leg Sweep)
  - Флапджак (Flapjack)
  - Порещ саблен удар (Springboard Brain Chop)
  - Европейски ъперкът (European uppercut)

- Въвеждаща музика:
  - „Confrontation“ от Деймън Марлей (CTC/DSW)
  - „S.O.S.“ от изпълнена Коли Бъдс и композирана от Джим Джонстън (22 януари 2008 -20 юли 2014)

## Титли
- Световен отборен шампион (1 път) – с Си Ем Пънк
- Интерконтинентален шампион (4 пъти)
- Шампион на Съединените щати (3 пъти)
- Отборен шампион (7 пъти) – с Новия Ден (6) и Ар Труф (1)
- Шампион на Световната федерация (1 път)